# Villié-Morgon
Villié-Morgon è un comune francese di 1 976 abitanti situato nel dipartimento del Rodano della regione Alvernia-Rodano-Alpi.

## Società

### Evoluzione demografica
Abitanti censiti